# Вешкаймський район
Вешкаймський район (рос. Вешкаймский район) — адміністративно-територіальна одиниця (район) та муніципальне утворення (муніципальний район) у південно-східній частині Ульяновської області Росії.
Адміністративний центр — робітниче селище Вешкайма.

## Історія
Вешкаймський район був утворений 25 січня 1935 Постановою Президії ВЦВК СРСР з районним центром село Вешкайма, з сільрад виділених з Карсунського, Баришського і Майнського районів, у складі Куйбишевського краю.

## Населення
| 1939    | 1989    | 2002    | 2009    | 2010    | 2011    | 2012    |
| ------- | ------- | ------- | ------- | ------- | ------- | ------- |
| 52 905  | ↘25 802 | ↘23 355 | ↘20 493 | ↘19 801 | ↘19 744 | ↘19 231 |
| 2013    | 2014    | 2015    | 2016    | 2017    | 2018    | 2019    |
| ↘18 743 | ↘18 252 | ↘17 880 | ↘17 522 | ↘17 163 | ↘16 778 | ↘16 303 |
| 2020    | 2021    |         |         |         |         |         |
| ↘15 847 | ↘15 103 |         |         |         |         |         |